# Dżandżala
Dżandżala (arab. جنجلة) – wieś w Syrii, w muhafazie Aleppo, w dystrykcie Afrin. W 2004 roku liczyła 344 mieszkańców.